# حصار حلب (1400)
حصار حلب كان حدثًا رئيسيًا في عام 1400 أثناء الحرب بين الدولة التيمورية والدولة المملوكية.

## خلفية
كان تيمورلنك أحد أقوى حكام آسيا الوسطى منذ جنكيز خان. من خلال القتال الطويل الذي لا هوادة فيه، سعى إلى إعادة بناء الإمبراطورية المغولية لأسلافه.
قبل نهاية عام 1399، بدأ تيمور حربًا مع بايزيد الأول، سلطان الإمبراطورية العثمانية، وسلطان مصر المملوكي الناصر زين الدين فرج. في الوقت الذي كان بايزيد يضم فيه أراضي التركمان والحكام المسلمين في الأناضول، بدأ تيمور فرض السيادة على مدن التركمان مثل سيواس، ملاطية وعينتاب التي كانوا حكامها يهربون من أمامه.
في عام 1400، غزا تيمور أرمينيا وجورجيا. تم القبض على أكثر من 60,000 من السكان المحليين كعبيد ممن بقي على قيد الحياة، وتم إخلاء العديد من المناطق من السكان. في غضون ذلك، أرسل تيمور سفيرًا إلى دمشق أعدمه نائب الملك المملوكي سودون في المدينة.

## معركة
تقدمت قوات تيمور باتجاه حلب بحذر، حيث كانوا يميلون إلى بناء معسكر محصن كل ليلة مع اقترابهم من المدينة. قرر المماليك خوض معركة مفتوحة خارج أسوار المدينة. بعد يومين من المناوشات، تحرك فرسان تيمور على شكل أقواس لمهاجمة أجنحة خطوط أعدائه ، بينما صمد مركز جيشه بما في ذلك الأفيال من الهند. أجبرت هجمات فرسان جيش تيمور العنيفة المماليك بقيادة تمرداش، محافظ حلب، على الانسحاب والتراجع إلى أبواب المدينة. بعد ذلك، استولى تيمور على حلب في نوفمبر 1400. وقام بذبح العديد من السكان، وأمر ببناء برج يضم 20,000 جمجمة خارج المدينة.

## ما بعد
بعد الاستيلاء على حلب، اتجهت قوات تيمور جنوبًا حيث سيطرت على حماة وبعلبك، حتى وصلوا إلى دمشق التي تم نهبها أيضًا بعد هزيمة القوات المملوكية بقيادة الناصر زين الدين فرج.